# Zosterornis hypogrammicus
Zosterornis hypogrammicus là một loài chim trong họ Zosteropidae.